# FK Riteriai
El FK Riteriai és un club de futbol lituà de la ciutat de Vilnius. fundat el 2005.

## Història
Evolució del nom:
- 2005 : FK Trakai de Trakai
- 2019 : FK Riteriai de Vilnius.

## Palmarès
- A lyga: 0
  - 2 posició: (2015, 2016)
  - 3 posició: (2017, 2018)

## Plantilla 2025
La relació de jugadors de la plantilla del Riteriai la temporada 2025 és la següent:
| 92 | POR | [[Fitxer:Flag of Lithuania.svg\|23x15px\|border \|alt=Lituània\|link=Selecció de futbol de Lituània\|{{#if:\|]] | Kajus Andraikėnas      |  |  |  |  |  |
|    |     | |                        |  |  |  |  |  |
| 2  | DEF | [[Fitxer:Flag of Lithuania.svg\|23x15px\|border \|alt=Lituània\|link=Selecció de futbol de Lituània\|{{#if:\|]] | Nojus Stankevičius     |  |  |  |  |  |
| 4  | DEF | [[Fitxer:Flag of Sweden.svg\|23x15px\|border \|alt=Suècia\|link=Selecció de futbol de Suècia\|{{#if:\|]]        | Niclas Håkansson       |  |  |  |  |  |
| 5  | DEF | [[Fitxer:Flag of Lithuania.svg\|23x15px\|border \|alt=Lituània\|link=Selecció de futbol de Lituània\|{{#if:\|]] | Milanas Rutkovskis     |  |  |  |  |  |
| 13 | DEF | [[Fitxer:Flag of Lithuania.svg\|23x15px\|border \|alt=Lituània\|link=Selecció de futbol de Lituània\|{{#if:\|]] | Gustas Gumbaravičius   |  |  |  |  |  |
| 44 | DEF | [[Fitxer:Flag of Lithuania.svg\|23x15px\|border \|alt=Lituània\|link=Selecció de futbol de Lituània\|{{#if:\|]] | Kajus Stankevičius     |  |  |  |  |  |
|    |     | |                        |  |  |  |  |  |
| 7  | MIG | [[Fitxer:Flag of Germany.svg\|23x15px\|border \|alt=Alemanya\|link=Selecció de futbol d'Alemanya\|{{#if:\|]]    | Leif Estevez Fernandez |  |  |  |  |  |
| 8  | MIG | [[Fitxer:Flag of Lithuania.svg\|23x15px\|border \|alt=Lituània\|link=Selecció de futbol de Lituània\|{{#if:\|]] | Armandas Šveistrys     |  |  |  |  |  |
| 10 | MIG | [[Fitxer:Flag of Lithuania.svg\|23x15px\|border \|alt=Lituània\|link=Selecció de futbol de Lituània\|{{#if:\|]] | Simas Civilka          |  |  |  |  |  |
| 17 | MIG | [[Fitxer:Flag of Lithuania.svg\|23x15px\|border \|alt=Lituània\|link=Selecció de futbol de Lituània\|{{#if:\|]] | Deimantas Rimpa        |  |  |  |  |  |
| 18 | MIG | [[Fitxer:Flag of Austria.svg\|23x15px\|border \|alt=Àustria\|link=Selecció de futbol d'Àustria\|{{#if:\|]]      | Benjamin Mulahalilović |  |  |  |  |  |

| 19 | MIG | [[Fitxer:Flag of Lithuania.svg\|23x15px\|border \|alt=Lituània\|link=Selecció de futbol de Lituània\|{{#if:\|]]                 | Rokas Stanulevičius     |  |  |  |  |  |
| 24 | MIG | [[Fitxer:Flag of Lithuania.svg\|23x15px\|border \|alt=Lituània\|link=Selecció de futbol de Lituània\|{{#if:\|]]                 | Jonas Usavičius         |  |  |  |  |  |
| 50 | MIG | [[Fitxer:Flag of Lithuania.svg\|23x15px\|border \|alt=Lituània\|link=Selecció de futbol de Lituània\|{{#if:\|]]                 | Matas Latvys            |  |  |  |  |  |
|    |     | |                         |  |  |  |  |  |
| 9  | DAV | [[Fitxer:Flag of Lithuania.svg\|23x15px\|border \|alt=Lituània\|link=Selecció de futbol de Lituània\|{{#if:\|]]                 | Meinardas Mikulėnas     |  |  |  |  |  |
| 11 | DAV | [[Fitxer:Flag of Lithuania.svg\|23x15px\|border \|alt=Lituània\|link=Selecció de futbol de Lituània\|{{#if:\|]]                 | Andrius Kaulinis        |  |  |  |  |  |
| 22 | DAV | [[Fitxer:Flag of France (1794–1815, 1830–1974).svg\|23x15px\|border \|alt=França\|link=Selecció de futbol de França\|{{#if:\|]] | Axel Galita             |  |  |  |  |  |
| 77 | DAV | [[Fitxer:Flag of Lithuania.svg\|23x15px\|border \|alt=Lituània\|link=Selecció de futbol de Lituània\|{{#if:\|]]                 | Ernestas Januš Zdanovič |  |  |  |  |  |

## Entrenadors
- Edgaras Jankauskas (2014)
- Virmantas Lemežis (2014)
- Valdas Urbonas (2015 – 2016)
- Albert Ribak (2016)
- Serhij Kovaljec (2016 – 2017)
- Oleg Vasiljenko (2017 – 2018)
- Virmantas Lemežis (2018)
- José Antonio Vicuna (2018)
- Albert Ribak (2018)
- Aurelijus Skarbalius (2018 – 2019)[1][2]
- Albert Rybak (2019.)
- Mindaugas Čepas (2020.)
- Miguel Moreira (2021.)
- Glenn Stahl (2022.)
- Pablo Villar (2022.)
- Gintautas Vaičiūnas (2025–)